# Реллинген
Реллинген (нем. Rellingen) — община в Германии, в земле Шлезвиг-Гольштейн. 
Входит в состав района Пиннеберг.  Население составляет 13 718 человек (на 31 декабря 2010 года). Занимает площадь 13,19 км².
Коммуна подразделяется на 3 сельских округа.
В 1798 году поместье Реллинген купил актёр и драматург Фридрих Людвиг Шрёдер, где он и скончался в 1816 году. 